# Éditions de Chiré
Les éditions de Chiré, aussi connue sous le nom de Diffusion de la pensée française, est une maison d'édition française, spécialisée dans l'édition d'ouvrages politiques, familiaux et historiques, ou religieux.

## Histoire
Fondée en 1966 par Jean Auguy, elle est située à Chiré-en-Montreuil, et est dirigée depuis le 1er février 2011 par François-Xavier d'Hautefeuille, gendre d'Auguy, directeur coiffant également en parallèle de Lecture(s) et Tradition(s) alias le site Lectures françaises.
Son catalogue compte surtout des auteurs catholiques, traditionalistes et contre-révolutionnaires ou appartenant à divers courants de la droite française contemporaine (nationalistes, royalistes, guerre d'Algérie, etc.). 
Jean-Yves Camus et René Monzat indiquent que la maison d'édition est proche du courant catholique intégriste,. 
Chaque année depuis 1970, la maison d'édition organise les « Journées chouannes » à Chiré-en-Montreuil, où elle réunit le weekend plus d'une soixantaine d'auteurs à la rentrée (le premier dimanche de septembre et le samedi qui le précède).
En mai 2011, Lecture et Tradition reparaît après quelques mois de retard, sous le nom Lecture et Tradition Nouvelle Revue et sous la direction de François-Xavier d'Hautefeuille.
Son action est relayée par son antenne parisienne, Duquesne Diffusion, et son antenne nantaise, la Librairie Dobrée, acquise en octobre 2013et inaugurée le 2 novembre 2013.

## Principales collections
- Cahiers de Chiré, publication annuelle de 1986 à 2006, dirigée par Jean Auguy.

## Revues mensuelles

### Lectures françaises
Elle a été fondée par Henry Coston en 1957, et est reprise par Jean Auguy en 1977.

### Lecture et Tradition
Lecture et Tradition est une revue mensuelle qui se définit comme un « bulletin littéraire contre-révolutionnaire ». Créée en 1966 et éditée par Diffusion de la pensée française, elle vient compléter la revue d'actualité Lectures françaises, reprise par DPF après qu'Henry Coston a cessé son activité. Après une interruption de quelques mois, elle reprend en mai 2011, sous le nom de « Lecture et Tradition Nouvelle série ».